# کوتسمژوو
کوتسمژوو (به لهستانی:  Kocmyrzów) یک روستا در لهستان است که در گمینا کوتسمژوو-لوبوژتسا واقع شده‌است.
 کوتسمژوو  ۷۰۰ نفر جمعیت دارد.